# Seznam osobností pohřbených na hřbitově Père-Lachaise

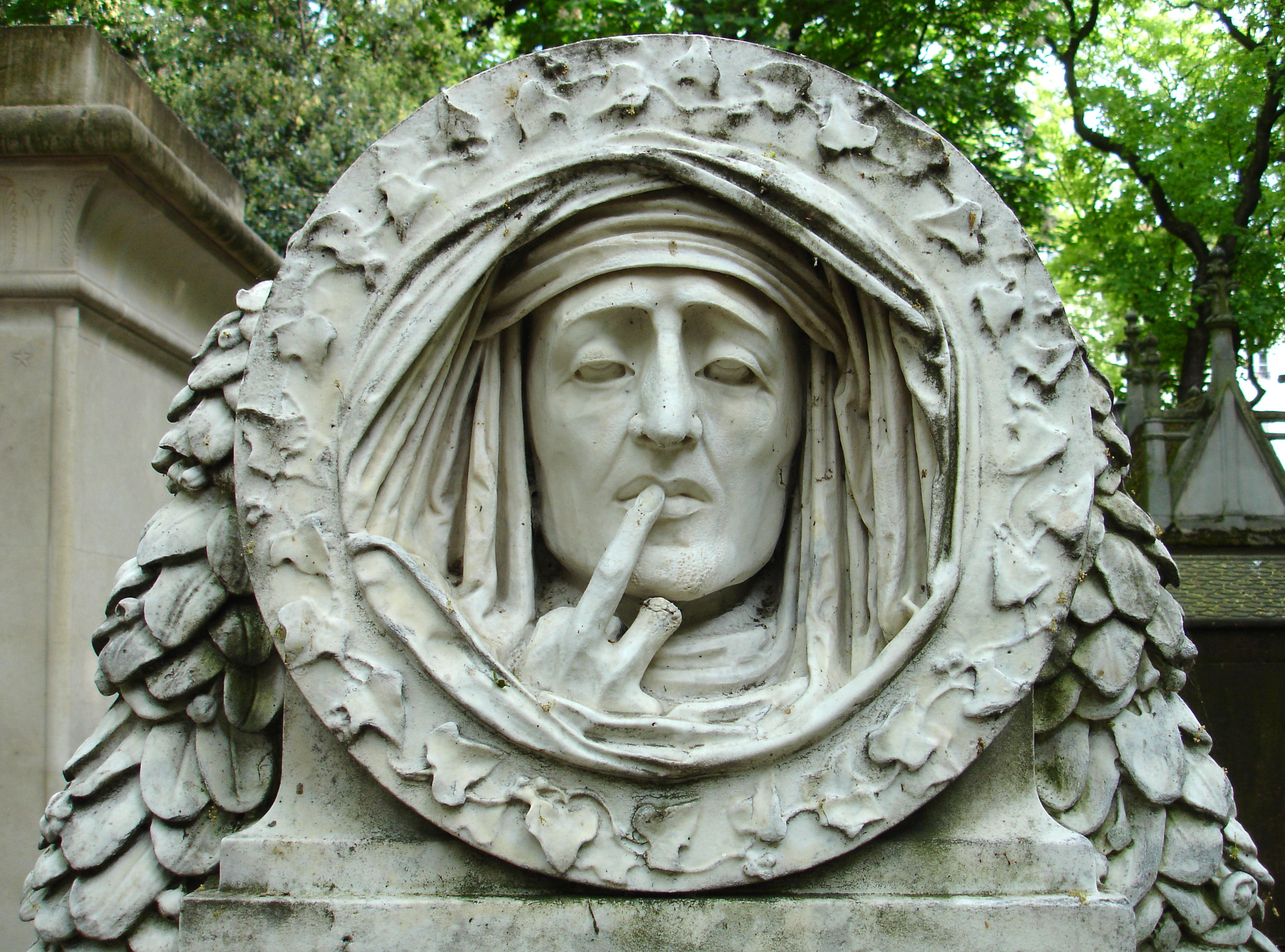
Le Silence - Ticho plastika od Antoina-Augustina Préaulta, náhrobek Jacoba Roblèse (1782-1842).

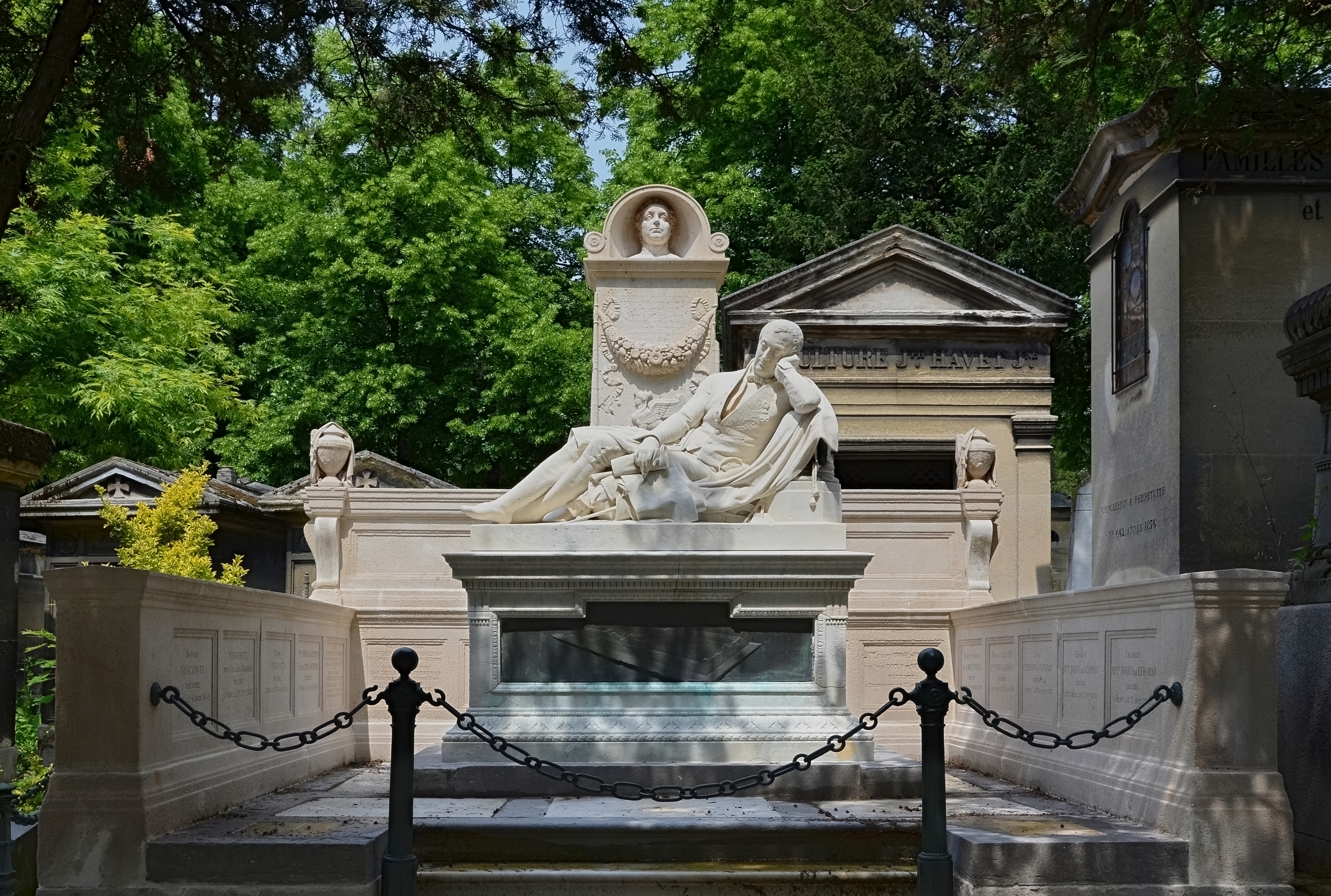
Hrob architekta Louise Viscontiho

Seznam osobností pohřbených na hřbitově Père-Lachaise v Paříži.

## A
- Christophe d'Abel (1750–1823), ministr (oddělení 28)
- Pierre Abélard (1079–1142), filozof a milenec Heloisy (oddělení 7)
- Edmond About (1828–1885), spisovatel (oddělení 36)
- Augustin Gabriel d'Aboville (1773–1820), brigádní generál (oddělení 25)
- Augustin Marie d'Aboville (1776–1843), voják (oddělení 25)
- François Marie d'Aboville (1730–1817), generál a politik (oddělení 25)
- Nicolas Abramtchik (1903–1970), běloruský politik a novinář
- André Joseph Abrial (1750–1828), politik (oddělení 28)
- André Pierre Étienne Abrial (1783–1840), pair, generální policejní komisař a prefekt ve Finistère (oddělení 28)
- Louis Amédée Achard (1814–1875), spisovatel (oddělení 85)
- Edmond Adam (1816–1877), politik (oddělení 54)
- Michel Adanson (1727–1806), skotský botanik (oddělení 23)
- François-Marie Agier (1780–1848), politik (oddělení 14)
- Pierre Jean Agier (1748–1823), právník a advokát (oddělení 10)
- Alexandre Aguado (1784–1842), bankéř (oddělení 45)
- Étienne Aignan, (1773–1824), spisovatel a dramatik (oddělení 11)
- Alain, vlastním jménem Émile Chartier (1868–1951), spisovatel, filozof a novinář (oddělení 94)
- Franck Alamo (1941–2012), francouzský zpěvák (oddělení 25)
- Paul Albert (1827–1880), literární historik (oddělení 11)
- Marietta Alboni (1826–1894), italská zpěvačka (oddělení 66)
- Mireille Albrecht (1924–2007), odbojářka (oddělení 39)
- Jeanne d'Alcy, de son vrai nom Charlotte Faës (1865–1956), herečka (oddělení 64)
- Robert Alkan (1891–1957), inženýr a vynálezce
- Louise Rosalie Allan-Despreaux (1810–1856), herečka (oddělení 73)
- Mary Allard (1766–1821), spisovatelka (oddělení 11)
- Jean Allemane (1843–1935), francouzský politik (oddělení 89)
- Pierre Alexandre Joseph Allent (1772–1837), politik (oddělení 10)
- Jean-Charles Alphand (1817–1891), inženýr (oddělení 66)
- Charles-Jean-Marie Alquier (1752–1826), politik a diplomat (oddělení 39)
- Alexis d'Amboise 1791–1873, důstojník královské gardy Ludvíka XVIII. (oddělení 90)
- Georges-Charles d'Amboise 1819–1888, hudební skladatel (oddělení 90)
- Gabriel-Auguste Ancelet (1829–1895), architekt (oddělení 27)
- François Andrieux (1759–1833), básník (oddělení 18)
- Auguste Anicet-Bourgeois (1806–1872), dramatik (oddělení 4)
- François Anselme (1809–1867), brigádní generál (oddělení 19)
- Jean-Joseph Ansiaux (1764–1840), francouzský malíř (oddělení 11)
- Blanche d'Antigny (1842–1874), herečka a kurtizána (oddělení 36)
- Andranik Ozanian (1866–1927), arménský národní hrdina a generál, v roce 2000 ostatky repatriovány do Jerevanu (oddělení 94)
- Guillaume Apollinaire (1880–1918), básník (oddělení 86)
- Karel Appel (1921–2006), nizozemský malíř (oddělení 22)
- François Arago (1786–1853), vědec a politik (oddělení 4)
- Emmanuel Arago (1812–1896), politik (oddělení 4)
- Jean-Pierre-Joseph d'Arcet (1777–1844), chemik (oddělení 34)
- Edmond Archdeacon (1864–1906), francouzský politik (oddělení 28)
- Ernest Archdeacon (1863–1950), průkopník automobilismu a létání (oddělení 3)
- Antoine Maurice Apollinaire d'Argout (1782–1858), francouzský politik, ministr a guvernér Banque de France (oddělení 7)
- Charles Armengaud (1813–1893), inženýr a francouzský politik (oddělení 58)
- Jean-Paul Aron (1925–1988), francouzský spisovatel a výzkumník (oddělení 87)
- Ernest Arrighi de Casanova (1814–1888), ministr Napoleona III. (oddělení 26)
- Nicolas Artaud (1794–1861), francouzský překladatel (oddělení 4)
- Jean Antoine Arthur Gris (1829–1872), francouzský botanik (oddělení 22)
- Alfred Assollant (1827–1886), novinář a spisovatel (oddělení 53)
- Emmanuel d'Astier de La Vigerie (1900–1969), spisovatel a novinář (oddělení 10)
- Philip Astley (1742–1814), anglický voják (oddělení 7)
- Miguel Ángel Asturias (1899–1974), guatemalský spisovatel (oddělení 10)
- Daniel Auber (1782–1871), hudební skladatel (oddělení 4)
- Abel Aubert Du Petit-Thouars (1793–1864), francouzský mořeplavec a badatel (oddělení 17)
- Tony Aubin (1907–1981), francouzský hudební skladatel a dirigent (oddělení 92)
- Georges Auclair (1920–2004), novinář a spisovatel (oddělení 42)
- Hubertine Auclert (1848–1914), francouzská feministka a sufražetka (oddělení 49)
- Charles d'Audiffret (1787–1878), ekonom (oddělení 42)
- Jean-Marie-Vincent Audin (1793–1851), spisovatel (oddělení 59)
- Jean-Pierre Augereau (1772–1836), generál (oddělení 40)
- Charles Pierre François Augereau (1757–1816), maršál (oddělení 59)
- Louise d'Aumont (1759–1826), manželka monackého prince Honoré IV. (oddělení 39)
- Denis Louis Martial Avenel (1789–1875), novinář a spisovatel (oddělení 20)
- Jacques Philippe Avice (1759–1835), generál (oddělení 38)
- José María Avilés (1816–1874), ekvádorský politik (oddělení 82)
- Augustin Avrial (1840–1904), účastník Pařížské komuny (oddělení 91)
- Jane Avrilová (1868–1943), tanečnice v Moulin Rouge a modelka Henri de Toulouse-Lautreca (oddělení 19)
- Louis Azema (1876–1963), malíř a zpěvák (oddělení 69)

## B
- Victoire Babois (1760–1839), spisovatelka (oddělení 27)
- Rose-Céleste Bache (1774–1843), spisovatelka (oddělení 22)
- François-Thomas-Marie de Baculard d'Arnaud (1718–1805), spisovatel (oddělení 10)
- Jacques-Charles Bailleul (1762–1843), politik (oddělení 1)
- Antoine-Nicolas Bailly (1810–1892), architekt (oddělení 4)
- Boris Georgievič Bažanov (1900–1982), ruský revolucionář (oddělení 49)
- Théodore Ballu (1817–1885), architekt (oddělení 74)
- Honoré de Balzac (1799–1850), spisovatel (oddělení 48)
- Charles Bance řečený Bance jeune (1771–1863), rytec (oddělení 13)
- Pierre Thomas Baraguay (1748–1820), architekt (oddělení 29)
- Joseph Barbanègre (1772–1830), generál (oddělení 28)
- Ferdinand Barbedienne (1810–1892), francouzský průmyslník (oddělení 53)
- Auguste Barbier (1805–1882), básník (oddělení 23)
- Henri Barbusse (1873–1935), spisovatel (oddělení 97)
- Ernest Baroche (1829–1870), politik, pohřben se svým otcem Pierrem Julesem Barochem (oddělení 4)
- Pierre Jules Baroche (1802–1871), politik (oddělení 4)
- Paul Barras (1755–1829), politik (oddělení 28)
- Théodore Barrière (1823–1877), dramatik (oddělení 54)
- Félix Barthe (1795–1863), právník a politik (oddělení 4)
- Albert Bartholomé (1848–1928), sochař (oddělení 4)
- Louis Barthou (1862–1934), advokát a politik (oddělení 11)
- Antoine-Louis Barye (1795–1875), sochař (oddělení 49)
- Alain Baschung (1947–2009), hudební skladatel a herec (oddělení 13)
- Jean-Dominique Bauby (1952–1997), novinář (oddělení 94)
- Jean-Louis Baudelocque (1745–1810), lékař (oddělení 45)
- François-André Baudin (1774–1842), generálmajor (oddělení 1)
- Paul Baudry (1828–1886), malíř (oddělení 4)
- Stanislas Baudry (1777–1830), průkopník veřejné dopravy (oddělení 37)
- François Bazin, (1816–1878), hudební skladatel a pedagog (oddělení 32)
- Jean-Adolphe Beaucé (1818–1875), malíř (oddělení 49)
- Félix de Beaujour, (1765–1836), diplomat (oddělení 48)
- Pierre-Augustin Caron de Beaumarchais (1732–1799), spisovatel (oddělení 28)
- Jean Thérèse de Beaumont d’Autichamp, (1738–1831), generál (oddělení 10)
- Roger de Beauvoir, (1806–1866), spisovatel, novinář a dramatik (oddělení 32)
- Gilbert Bécaud (1927–2001), zpěvák (oddělení 45)
- Jules-Auguste Béclard (1817–1887), lékař, pohřben se svým otcem Pierrem Augustem Béclardem (oddělení 8)
- Pierre Auguste Béclard (1785–1825), lékař (oddělení 8)
- Henry Becque (1837–1899), dramatik (oddělení 53)
- Joseph Marie Stanislas Becquey-Beaupré (1751–1834), inženýr (oddělení 51)
- Serge de Beketch (1946–2007), novinář (oddělení 39)
- Samira Bellil (1971–2004), feministka (oddělení 19)
- Augustin Daniel Belliard (1769–1832), generál (oddělení 35)
- Vincenzo Bellini (1801–1835), italský hudebník a hudební skladatel (kenotaf) (oddělení 11)
- Jean-Hilaire Belloc (1786–1866), malíř (oddělení 52)
- Judah Benjamin (1811–1884), americký právník a politik (oddělení 15)
- Pierre-Jean de Béranger (1780–1857), zpěvák (oddělení 28)
- Christian Bérard (1902–1949), malíř, scénograf a dekoratér (oddělení 16)
- Frédéric Bérat (1801–1855), hudební skladatel (oddělení 49)
- Sigismond-Frédéric de Berckheim (1775–1819), generál (oddělení 24)
- Mélodie Berenfeld (1981–2007), herečka (oddělení 65)
- Nicole Berger (1934–1967), herečka (oddělení 67)
- Gérard Berliner (1956–2010), herec a zpěvák (oddělení 44)
- Claude Bernard (1813–1878), lékař a fyziolog (oddělení 20)
- Jacques-Henri Bernardin de Saint-Pierre (1737–1814), botanik a spisovatel (oddělení 26)
- Sarah Bernhardt (1844–1923), herečka (oddělení 44)
- Jules Berry (1883–1951), herec (oddělení 80)
- Pierre-Augustin Berthemy (1778–1855), generál (oddělení 28)
- César Berthier (1765–1819), generál (oddělení 59)
- Victor Léopold Berthier (1770–1807), generál (oddělení 11)
- Joseph-Alexandre Berthier (1792–1849), maršál (oddělení 11)
- Georges Louis de Berthier de Grandry (1796–1869), generál (oddělení 16)
- Saint-Albin Berville (1788–1868), spisovatel (oddělení 18)
- Auguste de Berthois (1787–1870), generál a maršál (oddělení 6)
- Anatole Eugène de Berthois (1827–1889), jeho syn, plukovník, (oddělení 6)
- Julien Bessières (1777–1840), diplomat (oddělení 41)
- Alphonse Bertillon (1853–1914), kriminalista (oddělení 89)
- Jean-Alexis Béteille (1763–1847), generál (oddělení 1)
- Charles Ernest Beulé (1826–1874), archeolog a politik (oddělení 4)
- André Bézu (1943–2007), zpěvák a humorista (oddělení 90)
- Gheorghe Bibescu, (1805–1873), hospodar Valašska, děd Anny de Noailles (oddělení 28)
- Xavier Bichat (1771–1802), lékař a fyziolog (oddělení 8)
- Isidore Bienstock (1918–2012) a jeho žena Paulette Bienstock (1927–2014), francouzští čalouníci
- Fulgence Bienvenüe (1852–1936), inženýr (oddělení 82)
- Georges Bizet (1838–1875), hudební skladatel (oddělení 68)
- Charles Blanc (1813–1882, historik, kritik umění a rytec (oddělení 67)
- François Blanc (1806–1877), zakladatel Kasina Monte-Carlo (oddělení 56)
- Louis Blanc (1811–1882), novinář, historik, ministr (oddělení 67)
- Sophie Blanchard (1778–1819), letec, (oddělení 13)
- Auguste Blanqui (1805–1881), revolucionář (oddělení 91)
- Alberto Blest Gana (1830–1920), chilský spisovatel a diplomat (oddělení 82)
- Antoine Blondin (1922–1991), spisovatel a novinář (oddělení 74)
- Édouard Bocher (1811–1900), politik (oddělení 92)
- François Adrien Boieldieu (1775–1834), hudebník a hudební skladatel (oddělení 11)
- François-Antoine de Boissy d'Anglas (1756–1826), politik (oddělení 28)
- Symphorien Boittelle (1813–1897), francouzský politik (oddělení 4)
- Charles Lucien Bonaparte (1803–1857), ornitolog
- Maria Rosalia Bonheur (1822–1899), sochařka a malířka (oddělení 74)
- Alexandre Bornibus (1821–1882), výrobce hořčice (oddělení 66)
- Ferdinando Bosso (1878–1967), italský novinář a politik (oddělení 59)
- François Joseph Bosio (1768–1845), monacký sochař a malíř (oddělení 45)
- Sebastien Bottin (1764–1853), francouzský statistik (oddělení 30)
- Jean-Pierre Boudet (1748–1828), chemik (oddělení 39)
- Stanislas de Boufflers (1738–1815), básník (oddělení 11)
- Louis Jacques François Boulnois (1773–1833), voják (oddělení 23)
- Pierre Bourdieu (1930–2002), sociolog (oddělení 28)
- Marc Antoine Bourdon de Vatry (1761–1828), ministr námořnictva (oddělení 26)
- Élémir Bourges (1852–1925), spisovatel (oddělení 72)
- Paul-Charles-Amable de Bourgoing (1791–1864), diplomat a vynálezce (oddělení 37)
- Abdelghani Bousta (1949–1998), marocký politik
- Jean-Pierre Boyer (1776–1850), generál a prezident republiky Haiti (oddělení 12)
- Joseph Boyer de Rebeval (1772–1851), generál (oddělení 37)
- Pierre François Xavier Boyer (1768–1822), generál (oddělení 36)
- Caroline Branchu (1780–1850), operní zpěvačka (oddělení 23)
- Édouard Branly (1844–1940), fyzik a vynálezce (oddělení 10)
- Pierre Brasseur (1905–1972), herec (oddělení 59)
- Fernand Braudel (1902–1985), historik (oddělení 32)
- Michel Sylvestre Brayer (1769–1840), voják (oddělení 28)
- Pierre Savorgnan de Brazza (1852–1905), cestovatel (oddělení 36, ostatky přemístěny do Alžíru)
- Charles Brécard (1867–1952), generál (oddělení 67)
- Abraham Louis Breguet (1747–1823), hodinář, fyzik, vynálezce tourbillonu a zakladatel firmy Breguet (oddělení 11)
- Antoine Breguet (1851–1882), fyzik (oddělení 11)
- Louis Breguet (1803–1883), fyzik a hodinář (oddělení 11)
- Louis Charles Breguet (1880–1955), průkopník letectví (oddělení 11)
- Charles-Urbain Bricogne (1816–1898), železniční inženýr a vynálezce (oddělení 26)
- Isidore Hippolyte Brion (1799–1863), francouzský sochař (oddělení 39)
- Jean Anthelme Brillat-Savarin (1755–1826), gastronom (oddělení 28)
- Adolphe Brongniart (1801–1876), botanik (oddělení 20)
- Alexandre-Théodore Brongniart (1739–1813), architekt (oddělení 11)
- Alexandre Brongniart (1770–1847), mineralog a přírodovědec (oddělení 11)
- Claude Brosset (1943–2007), herec (oddělení 32)
- Paul Brousse (1844–1912), politik (oddělení 76)
- Armand Joseph Bruat (1796–1855), admirál (oddělení 27)
- Louis de Bruges (1761–1841), generál národní gardy (oddělení 43)
- Étienne Eustache Bruix (1759–1805, námořník (oddělení 36)
- Vivant-Jean Brunet-Denon (1778–1866), generál (oddělení 59)
- Emmanuel Brune (1836–1886), architekt (oddělení 44)
- Jean de Brunhoff (1899–1937), ilustrátor (oddělení 65)
- Adrien François de Bruno (1771–1861), generál (oddělení 26)
- Philippe Buchez (1796–1865), lékař, politik a sociolog
- François Buloz (1803–1877), vydavatel (oddělení 52)
- Jean-Baptiste Chevrier řečený René de Buxeuil (1881–1959), francouzský hudební skladatel (oddělení 1)
- Auguste Burdeau (1851–1894), spisovatel, profesor filozofie a politik (oddělení 65)

## C
- Marcel Cachin (1869–1958), politik (oddělení 97)
- Charles Louis Cadet de Gassicourt (1769–1821), spisovatel a chemik (oddělení 39)
- Marie-Noémi Cadiot (1832–1888), sochařka a feministka (oddělení 46)
- Samuel Cahen (1796–1862), novinář (oddělení 7)
- Jean-François Cail (1804–1871), průmyslník (oddělení 69)
- Henriette Caillaux (1874–1943), historička umění (oddělení 58)
- Joseph Caillaux (1863–1944), politik (oddělení 54)
- Gustave Caillebotte (1848–1894), malíř (oddělení 70)
- Sebastián Calvo de la Puerta y O'Farrill, guvernér Louisiany (oddělení 43)
- Jean-Jacques-Régis de Cambacérès (1754–1824), politik (oddělení 39)
- Jean-Pierre-Hugues Cambacérès (1778–1826), generál (oddělení 40)
- Armand-Gaston Camus (1740–1804), politik (oddělení 53)
- Marcel Camus (1912–1982), scenárista a režisér (oddělení 87)
- Ernest Capendu (1826–1868), spisovatel
- Marie-Gabrielle Capet (1761–1818), malíř (oddělení 11)
- Alfred Capus (1857–1922), spisovatel (oddělení 93)
- Corentin Cariou (1898–1942), politik, zastřelen nacisty (oddělení 97)
- Sestry Maria a Rosy Carita, zakladatelky firmy Carita (oddělení 1)
- Lazare Hippolyte Carnot (1801–1888), politik (oddělení 11)
- Jean-Joseph Carriès (1855–1894), sochař (oddělení 12)
- Pierre Cartellier (1757–1831), sochař (oddělení 53)
- Caroline Miolan-Carvalho (1827–1895), francouzská opěrní zpěvačka (oddělení 65)
- Virginia de Castiglione (1837–1899), milenka Napoleona III. (oddělení 85)
- Charles-Simon Catel (1773–1830), hudební skladatel (oddělení 13)
- Armand Augustin Louis de Caulaincourt (1773–1827), voják a diplomat (oddělení 29)
- Jacques-Marie de Cavaignac (1774–1855), generál (oddělení 24)
- Jacques Cellerier (1742–1814), architekt (oddělení 24)
- Henri Cernuschi (1821–1896), sběratel umění (oddělení 66)
- Claude Chabrol (1930–2010), scenárista (oddělení 10)
- Jean-François Chagot (1750–1826), francouzský průmyslník (oddělení 41)
- Jean-François Champollion (1790–1832), egyptolog (oddělení 18)
- Jules Chanoine (1835–1915), generál, ministr války
- Charles Chaplin (1825–1891), francouzský malíř a rytec (oddělení 52)
- Claude Chappe (1763–1829), inženýr, vynálezce optického telegrafu (oddělení 29)
- Jean-Antoine Chaptal (1758–1832), chemik (oddělení 89)
- Jacques Charles (1746–1823), chemik, fyzik a vynálezce (oddělení 11)
- Albert Chary (1883–1929), zakladatel Banque Franco-Indienne, diplomat (oddělení 76)
- Gustave Charpentier (1860–1956), hudební skladatel (oddělení 10)
- Michel Chasles (1793–1880), matematik (oddělení 17)
- François de Chasseloup-Laubat (1754–1833, generál (oddělení 56)
- Justin de Chasseloup-Laubat (1800–1847), politik (oddělení 56)
- Thomas Jean Chassereaux (1763–1840), generál (oddělení 28)
- Charles-Louis Chassin (1831–1901), historik (oddělení 92)
- Alfred Chauchard (1821–1909), francouzský sběratel (oddělení 63)
- Ernest Chausson (1855–1899), hudební skladatel (oddělení 67)
- Marie-Joseph Chénier (1764–1811), dramatik a spisovatel (oddělení 8)
- Patrice Chéreau (1944–2013), režisér a herec
- Luigi Cherubini (1760–1842), hudební skladatel (oddělení 11)
- Claude de Choiseul-Francières (1632–1711), maršál de France (oddělení 50)
- Fryderyk Chopin (1810–1849), polský hudební skladatel (oddělení 11)
- Christian-Jaque (1904–1994), režisér (oddělení 85)
- Hervé Cristiani (1947–2014), francouzský zpěvák (oddělení 16)
- Charles Christofle (1805–1863), zlatník, zakladatel firmy Christofle (oddělení 4)
- Claire-Josèphe Clairon (1723–1803), herečka (oddělení 20)
- Françoise Rose Somis (1737–1815), matka Julie Clary a Désirée Clary (oddělení 24)
- François Joseph Marie Clary (1786–1841), polní maršál
- Joachim Charles Napoléon Clary (1802–1856), voják a politik
- Joachim Clary (1876–1918)
- Nicolas Clary (1821–1869)
- François Jean Clary (1814–1889), politik
- Thérèse Léopoldine Berthier de Wagram (1806–1882)
- Jean-Baptiste Clément (1836–1903), člen Pařížské komuny (oddělení 76)
- Jacques Léon Clément-Thomas (1809–1871), generál (oddělení 4)
- Antoine-Marguerite Clerc (1774–1846), generál (oddělení 27)
- Auguste Clésinger (1814–1883), sochař (oddělení 10)
- France Clidat (1932–2012), pianista (oddělení 13)
- Léon Cogniet (1794–1880), malíř (oddělení 15)
- Marie Anne de Coislin (1732–1817), milenka Ludvíka XV. (oddělení 24)
- Claude Sylvestre Colaud (1754–1819), generál a politik (oddělení 28)
- Edouard Charles Victurnien Colbert (1758–1820), admirál (oddělení 3)
- Jean-Victor Colchen (1751–1830), politik
- Colette (1873–1954), spisovatel (oddělení 4)
- Édouard Colonne (1838–1910), hudebník (oddělení 89)
- Charles Combes (1801–1872), inženýr (oddělení 8)
- Jean Dominique Compans (1769–1845), generál (oddělení 37)
- Auguste Comte (1798–1857), filozof (oddělení 17)
- Sophie de Condorcet (1764–1822), filozofka (oddělení 10)
- Benjamin Constant (1767–1830), spisovatel a politik (oddělení 29)
- Louise Contat (1760–1813), herečka (oddělení 20)
- Romain Coolus (1868–1952), spisovatel, dramatik a scenárista (oddělení 90)
- Bruno Coquatrix (1910–1979), hudebník (oddělení 96)
- Henri Corblin (1947), inženýr a vynálezce
- Alain Corneau (1943–2010), scenárista (oddělení 45)
- Camille Corot (1796–1875), malíř (oddělení 24)
- Jean-Pierre Cortot (1787–1843), sochař (oddělení 27)
- Sophie Cottin (1770–1807), spisovatel (oddělení 39)
- Victor Couchery (1790–1855), sochař (oddělení 16)
- Louis-Charles-Auguste Couder (1790–1873), malíř (oddělení 27)
- Frédéric Cournet (1837–1885), politik a novinář (oddělení 95)
- Georges Courteline (1858–1929), spisovatel a dramaturg (oddělení 89)
- Victor Cousin (1792–1867), filozof (oddělení 4)
- Louis François Coutard (1769–1852), generál a politik (oddělení 37)
- Thomas Couture (1815–1879), malíř (oddělení 4)
- Alexandre Louis du Crest de Villeneuve (1777–1852), admirál (oddělení 8)
- Joseph Croce-Spinelli (1845–1875), letec, pohřben s Théodore Sivel (oddělení 71)
- Charles Crozatier (1795–1855), sochař (oddělení 49)
- Rufino José Cuervo (1844–1911), kolumbijský lingvista a filolog (oddělení 90)
- Guillaume Cullerier (1782–1841), lékař, vynálezce prezervativu (oddělení 39)
- Henri Curiel (1914–1978), zakladatel egyptské komunistické strany (oddělení 1)
- Georges Cuvier (1769–1832), paleontolog (oddělení 8)
- Jean-Baptiste Cyrus de Timbrune de Thiembronne (1757–1822), voják (oddělení 24)

## D
- Jean Melchior Dabadie de Bernet (1748–1820), generál (oddělení 38)
- Eugène Dabit (1898–1936), spisovatel (oddělení 44)
- Édouard Daladier (1884–1970), politik (oddělení 72)
- Désiré Dalloz (1795–1869), právník (oddělení 17)
- Louis-Étienne-François de Damas-Crux (1735–1814), generál
- Georges Dampt (1858–1886), spisovatel (oddělení 53)
- Pierre Daninos (1913–2005), spisovatel a novinář (oddělení 44)
- Antoine Laurent Dantan (1798–1878), sochař (oddělení 4)
- Jean-Pierre Dantan (1800–1869), sochař a karikaturista (oddělení 4)
- Alexandre Darracq (1855–1931), automobilový konstruktér (oddělení 2)
- Paul Dassault né Darius Paul Bloch (1882–1969), generál (oddělení 96)
- Henry Dasson (1825–1896), sochař (oddělení 82)
- Charles-François Daubigny (1817–1878), malíř (oddělení 24)
- Alphonse Daudet (1840–1897), spisovatel (oddělení 26)
- Ernest Daudet (1837–1921), spisovatel (oddělení 68)
- Julia Daudet (1844–1940), spisovatelka a novinářka (oddělení 26)
- Honoré Daumier (1808–1879), karikaturista a malíř (oddělení 24)
- Sophie Daumier (1934–2003), herečka (oddělení 45)
- Pierre Daunou (1767–1840), politik (oddělení 28)
- Claude Dauphin (1903–1978), herec (oddělení 89)
- Casimir Davaine (1812–1882), lékař a biolog (oddělení 47)
- Jacques-Louis David (1748–1825), malíř (oddělení 56)
- Pierre Jean David d'Angers, (1788–1856), sochař (oddělení 39)
- Louis Nicolas Davout (1770–1823), maršál Francie (oddělení 28)
- Gaspard Deburau (1796–1846), francouzský mim (oddělení 59)
- Alain Decaux (1925–2016), spisovatel, historik (oddělení 10)
- Adrien Decourcelle (1822–1892), spisovatel (oddělení 7)
- Denis Decrès (1761–1820), admirál (oddělení 39)
- Louis François Joseph Degouve de Nuncques (1783–1833), politik (oddělení 28)
- Virginie Déjazet (1797–1875), herečka (oddělení 81)
- Jean François Aimé Dejean (1749–1824), generál, ministr Napoleona I. (oddělení 40)
- Auguste Dejean (1780–1845), generál a entomolog (oddělení 40)
- Jules Dejerine (1849–1917), neurolog (oddělení 28)
- Augusta Dejerine-Klumpke (1859–1927), neuroložka (oddělení 28)
- Maurice Tessier, řečený Maurice Dekobra (1885–1973), spisovatel, dramatik, básník (oddělení 91)
- Cino Del Duca (1899–1967), italský filmový producent a filantrop (oddělení 53)
- Blanche Delacroix (1883–1948), manželka belgického krále Leopolda II. (oddělení 94)
- Eugène Delacroix (1798–1863), malíř (oddělení 49)
- Jean-Baptiste Joseph Delambre (1749–1822), astronom (oddělení 10)
- Gabriel Delanne (1857–1926), spiritista (oddělení 44)
- Eugène Delaplanche, (1836–1891), sochař (oddělení 96)
- Casimir Delavigne (1793–1843), dramatik (oddělení 49)
- Charles Delescluze (1809–1871), politik (oddělení 49)
- Jacques Delille (1738–1813), básník (oddělení 11)
- Michel Delpech (1946–2016), hudební skladatel (oddělení 49)
- Anatole Demidoff (1778–1818), ruský princ (oddělení 19)
- Alžběta Alexandrovna Stroganof (1779–1818), komtesa (oddělení 19)
- Giuseppe De Nittis (1846–1884), malíř (oddělení 11)
- Vivant Denon (1747–1827), rytec (oddělení 10)
- Gaspard de Prony (1755–1839), inženýr (oddělení 8)
- Jean-Claude Deret (1921–2016), scenárista, dramaturg, herec a spisovatel
- Pierre Dervaux (1917–1992), dirigent (oddělení 10)
- Marc-Antoine Désaugiers (1772–1827), herec (oddělení 22)
- Robert Desarthis (1909–2003), loutkář (oddělení 88)
- Joseph Desbassayns (1780–1850), inženýr, agronom (oddělení 6)
- Aimée Olympe Desclée (1836–1874), dramatik (oddělení 70)
- Charles Deslys (1821–1885), spisovatel (oddělení 71)
- Pierre Desnos (1917–2007), zakladatel Europ Assistance (oddělení 28)
- Louis Desnoyers (1802–1869), spisovatel (oddělení 55)
- Pierre Desproges (1939–1988), humorista, zpopelněn a jeho ostatky smíchány se zemí (oddělení 10)
- Jean Joseph Dessolles (1767–1828), generál a politik (oddělení 28)
- Antoine Destutt de Tracy (1766–1836), filozof (oddělení 10)
- Édouard Detaille (1848–1912), malíř (oddělení 66)
- François Jules Devinck (1802–1878), průmyslník a politik (oddělení 27)
- Michel Jean Jérôme Dizé (1764–1852), chemik (oddělení 59)
- Guillaume Dode de la Brunerie (1775–1851), maršál Francie (oddělení 1)
- Juliette Dodu (1848–1909), francouzská špionka (oddělení 28)
- Gustave Doré (1832–1883), malíř a ilustrátor (oddělení 22)
- Pierre-Frédéric Dorian (1814–1873), politik (oddělení 70)
- Pierre Doris (1919–2009), herec a humorista (oddělení 67)
- Louis-Gustave Doulcet de Pontécoulant (1764–1853, politik (oddělení 60)
- René Doumic (1860–1937), spisovatel, novinář a literární kritik (oddělení 96)
- Michel Drach (1930–1990), scenárista (oddělení 7)
- Édouard Drumont (1844–1917), spisovatel (oddělení 94)
- Marie Dubas (1894 – 1972), zpěvačka a herečka (oddělení 36)
- Odile Duboc (1941–2010), tanečnice a choreografka
- Paul Dubois (1829–1905), sochař (oddělení 9)
- Victor Dubois (1779–1850), krajinářský architekt (oddělení 39)
- Guillaume Dubufe (1853–1909), malíř (oddělení 10)
- Jean-Baptiste Duchand de Sancey (1780–1849), generál (oddělení 37)
- Catherine-Joséphine Duchesnois (1777–1835), herečka (oddělení 30)
- Jacques Duclos (1896–1975), politik (oddělení 97)
- Dominique Dufour de Pradt (1759–1837), diplomat a historik (oddělení 43)
- Jean-Baptiste Dugas-Montbel (1776–1834), politik (oddělení 37)
- Pierre-Louis Dulong (1792–1834), chemik (oddělení 8)
- André Marie Constant Duméril (1774–1860), zoolog (oddělení 25)
- Auguste Duméril (1812–1870), zoolog (oddělení 25)
- Henri Duparc (1848–1933), hudebník a hudební skladatel (oddělení 24)
- Éléonore Duplay (1768–1832), Robespierrova přítelkyně (oddělení 34)
- Pierre Dupont de l'Étang (1765–1840), generál (oddělení 8)
- Jean-Louis Duport (1749–1819), violoncellista (oddělení 11)
- Charlotte Dupuis (1813–1879), herečka (oddělení 62)
- Guillaume Dupuytren (1777–1835), lékař (oddělení 38)
- Louis Edmond Duranty (1833–1880), spisovatel (oddělení 53)
- Francisque Duret (1804–1865), sochař (oddělení 19)
- Rosalie Duthé (1748–1830), tanečnice a modelka (oddělení 9)
- Henri Dutour (1847–1911), vědec a humanista
- Henri Duvernois (1875–1937), scenárista, spisovatel a dramaturg (oddělení 89)

## E
- Charles Eblé (1798–1870), generál (oddělení 26)
- Dietz Edzard (1893–1963), malíř (oddělení 35)
- Suzanne Eisendieck Edzard (1906–1998), malíř (oddělení 35)
- Paul Éluard (1895–1952), básník (oddělení 97)
- Nusch Éluard (1906–1946), manželka Paula Éluarda (oddělení 84)
- Georges Enesco (1881–1955), rumunský hudební skladatel (oddělení 68)
- Barthélemy Prosper Enfantin (1796–1864), inženýr a ekonom (oddělení 39)
- Sébastien Érard (1752–1831), výrobce klavírů (oddělení 11)
- Camille Erlanger (1863–1919), hudební skladatel (oddělení 96)
- Jean-Étienne Esquirol (1772–1840), lékař (oddělení 8)
- Charles-Guillaume Étienne (1778–1845), novinář a dramatik (oddělení 26)
- Émile Eudes (1843–1888), generál (oddělení 91)

## F
- Jean Pierre Fabre de l'Aude (1755–1832), politik (oddělení 39)
- Jean Fabre de La Martillière (1732–1819), generál (oddělení 39)
- Christine Fabréga (1931–1988), herečka (oddělení 36)
- Cornélie Falcon (1814–1897), operní zpěvačka (oddělení 55)
- Alexandre Falguière (1831–1900), sochař (oddělení 4)
- Georges Fattet (1820–1874), dentista (oddělení 28)
- Léon Faucher (1805–1854), politik a ministr (oddělení 26)
- Félix Faure (1841–1899), francouzský prezident (oddělení 4)
- Fauré Le Page (1840–1929), zakladatel stejnojmenné zbrojařské firmy (oddělení 12)
- Claude Fauriel (1772–1844), historik (oddělení 54)
- Mehdi Favéris-Essadi (1977–2011), hudební skladatel, DJ (oddělení 73)
- Christian Fechner (1944–2008), filmový producent (oddělení 61)
- Jean Baptiste de Félix du Muy (1751–1820), generál (oddělení 28)
- Armand Pierre Fernandez řečený Arman (1928–2005), malíř a sochař (oddělení 11)
- Gustave Ferrié (1868–1932), inženýr a generál, průkopník rozhlasového vysílání (oddělení 89)
- Adrien Victor Feuchères (1785–1857), voják a politik (oddělení 49)
- Joseph Fiévée (1767–1839), novinář, spisovatel
- Horace Finaly (1871–1945), francouzský bankéř (oddělení 93)
- Firmin Didot (1794–1880), vydavatel (oddělení 7)
- Adélaïde de Souza (1761–1836), spisovatelka a manželka Charlese de Flahauta (oddělení 20)
- Hippolyte Flandrin (1809–1864), francouzský malíř (oddělení 57)
- Marie d'Agoult (1805–1876), spisovatelka, společnice Franze Liszta (oddělení 54)
- Camille Flers (1802–1868), francouzský malíř (oddělení 35)
- Robert de Flers (1872–1927), spisovatel (oddělení 18)
- Octave Fleury du Mesnil (1832–1898), lékař a politik (oddělení 82)
- Ferdinand Flocon (1800–1866), francouzský novinář a politik (oddělení 53)
- Charles Floquet (1828–1896), politik (oddělení 66)
- René Floriot (1902–1975), advokát (oddělení 79)
- Gustave Flourens (1838–1871), profesor na Collège de France (oddělení 66)
- Pierre Flourens (1794–1867), lékař a biolog (oddělení 66)
- Charles Gabriel Foignet (1750–1823), hudební skladatel (oddělení 32)
- Pierre Fontaine (1762–1853), architekt (oddělení 28)
- Lucien Fontanarosa (1912–1975), francouzský malíř (oddělení 85)
- Jean-Pierre Louis de Fontanes (1757–1821), politik a spisovatel (oddělení 37)
- George Foottit (1864–1921), klaun (oddělení 93)
- Christian Fouchet (1911–1974), politik a diplomat (oddělení 68)
- Achille Fould (1800–1867), bankéř a ministr (oddělení 4)
- Beer Léon Fould (1767–1855), bankéř (oddělení 7)
- Marie-Madeleine Fourcade (1909–1989), francouzská odbojářka (oddělení 90)
- Antoine-François Fourcroy (1775–1809), chemik (oddělení 11)
- Pauline Fourès (1778–1869), malířka a hudebnice (oddělení 26)
- Georges Fourest (1867–1945), spisovatel a básník (oddělení 65)
- Joseph Fourier (1768–1830), matematik a fyzik (oddělení 18)
- Maximilien Sébastien Foy (1775–1825), politik (oddělení 28)
- Antonio Franconi (1738–1836), cirkusový umělec (oddělení 35)
- Frank-Will (1900–1950), francouzský malíř (oddělení 44)
- Léo Frankel (1844–1896), maďarský revolucionář (oddělení 96)
- Georges Frère (1764–1826), generálporučík (oddělení 39)
- Augustin Fresnel (1788–1827), fyzik (oddělení 14)
- Nicolas Frochot (1761–1828), politik (oddělení 37)
- Paul-Gustave Froment (1815–1865), vynálezce (oddělení 1)
- Lucien Fugère (1848–1935), operní zpěvák (oddělení 7)
- Laurent Fignon (1960–2010), cyklistický závodník (kolumbárium)

## G
- Paul Gachet (1828–1909), umělec, sběratel a lékař (oddělení 52)
- Xavier Galezowski (1832–1907), oftalmolog (oddělení 11)
- Félix Galipaux (1860–1931), dramaturg, spisovatel, herec, humorista (oddělení 93)
- Célestine Galli-Marié (1840–1905), operní zpěvačka (kenotaf) (oddělení 57)
- Henri Gambey (1787–1847), vynálezce (oddělení 15)
- Antonio de La Gandara (1861–1917), malíř (oddělení 19)
- Henry Garat (1902–1959), zpěvák a herec (oddělení 15)
- Martin Garat (1748–1830), ředitel Banque de France
- Pierre-Jean Garat (1762–1823), hudebník a zpěvák baryton (oddělení 11)
- Jean Philippe Garran de Coulon (1749–1816), politik (oddělení 27)
- Philippe Gaubert (1879–1941), dirigent, hudebník a hudební skladatel (oddělení 94)
- Martin Michel Charles Gaudin (1756–1841), politik, ministr Napoleona I. (oddělení 27)
- Pierre Gaveaux (1761–1825), zpěvák hudební skladatel (oddělení 11)
- Louis Joseph Gay-Lussac (1778–1850), fyzik a chemik (oddělení 26)
- Félicité de Genlis (1746–1830), spisovatelka (oddělení 24)
- Jean-Marie Geoffroy (1813–1883, herec (oddělení 56)
- Étienne Geoffroy Saint-Hilaire (1772–1844), přírodovědec (oddělení 19)
- Pierre Georges, dit colonel Fabien (1919–1944), odbojář (oddělení 97)
- Joseph-Marie de Gérando (1772–1842), lingvista, pedagog a filantrop (oddělení 41)
- Auguste Gérard (1852–1922), diplomat, historik (oddělení 17)
- François Joseph Gérard (1772–1832), generál (oddělení 38)
- Théodore Géricault (1791–1824), malíř (oddělení 12)
- Sophie Germain (1776–1831), matematička a filozofka (oddělení 16)
- Auguste-Jean Germain de Montforton (1786–1821), politik (oddělení 39)
- Henri Gervex (1852–1929), francouzský malíř (oddělení 55)
- Jules Gévelot (1826–1904), průmyslník a politik (oddělení 49)
- Lucien Gibert, sochař (oddělení 61)
- Pierre Paul Alexandre Gilbert de Voisins (1773–1843), politik (oddělení 18)
- André Gill (1840–1885), karikaturista a zpěvák (oddělení 95)
- Narcisse Girard (1797–1860), hudební skladatel (oddělení 2)
- Annie Girardotová (1931–2011), herečka (oddělení 49)
- Girodet-Trioson (1767–1824), malíř (oddělení 28)
- Auguste-Barthélemy Glaize (1807–1893), malíř (oddělení 44)
- Étienne-Hippolyte Godde (1781–1869), architekt (oddělení 27)
- Manuel Godoy (1767–1851), španělský politik (oddělení 45)
- Louis Gohier (1746–1830), politik, (oddělení 10)
- Yvan Goll (1891–1950), básník a spisovatel a jeho žena Claire Goll, též spisovatelka, (oddělení 10)
- Jacques Nicolas Gobert (1770–1808), generál (oddělení 37)
- Pierre Goldman (1944–1979), spisovatel a levicový extermista (oddělení 4)
- Enrique Gomez Carrillo (1873–1927), guatemalský spisovatel, novinář a diplomat (oddělení 89)
- François-Joseph Gossec (1734–1829), hudebník a hudební skladatel (oddělení 13)
- Gaspard Gourgaud (1783–1852), generál (oddělení 23)
- Gustave Goublier (1856–1926), dirigent a hudební skladatel (oddělení 4)
- Henri Goublier (1888–1951), hudební skladatel (oddělení 4)
- Laurent de Gouvion-Saint-Cyr (1764–1830), maršál (oddělení 37)
- Zénobe Gramme (1826–1901), belgický vynálezce dynama (oddělení 94)
- Bernard Grasset (1881–1955), francouzský vydavatel (oddělení 88)
- Eileen Gray (1878–1976), irská designérka interiérů
- André Grétry (1741–1813), hudební skladatel (oddělení 11)
- Jean-Henry-Louis Greffulhe (1774–1820), bankéř (oddělení 43)
- Charles-Pierre-Lubin Griois, (1772–1839), plukovník (oddělení 38)
- Antoine-Jean Gros (1771–1835), malíř (oddělení 25)
- Paul François Grossetti (1861–1918), generál (oddělení 94)
- Emmanuel de Grouchy (1768–1847), maršál (oddělení 57)
- Jean-Jacques Grunenwald (1911–1982), francouzský varhaník, hudební skladatel a architekt (oddělení 71)
- Charles Étienne Gudin de La Sablonnière (1768–1812), generál (oddělení 40)
- Yvette Guilbert (1867–1944), zpěvačka (oddělení 94)
- Armand Charles Guilleminot (1774–1840), generál (oddělení 28)
- Joseph Ignace Guillotin (1738–1814), lékař a politik (oddělení 7)
- Pierre-Louis Ginguené, (1748–1816), novinář, spisovatel, profesor a básník (oddělení 11)
- Alexandre Ginsburg (1936–2002), novinář, básník, ruský disident (oddělení 89)
- Ernest Guiraud (1837–1892), francouzský hudebník (oddělení 82)
- Jean Guiraud (1866–1953), historik (oddělení 35)
- Yılmaz Güney (1937–1984), kurdové|kurdský scenárista (oddělení 62)
- Félix Guattari (1930–1992), filozof a spisovatel (oddělení 62)

## H
- Reynaldo Hahn (1874–1947), francouzský hudební kritik a skladatel (oddělení 85)
- Samuel Hahnemann (1755–1843), lékař zakladatel homeopatie (oddělení 19)
- Farid Hamadé (1925–1999), libanonský politik
- Fortunée Hamelin (1776–1851), osobnost Francouzské revoluce (oddělení 11)
- Ewelina Hańska (1801–1882), žena Honoré de Balzaca (oddělení 48)
- Edmond Haraucourt (1856–1941), básník, spisovatel, hudební skladatel, novinář, dramatik (oddělení 89)
- Georges Eugène Haussmann (1809–1891), pařížský prefekt (oddělení 4)
- Jean Joseph Ange d'Hautpoul (1754–1807), generál (oddělení 43)
- René Just Haüy (1743–1822, zakladatel mineralogie (oddělení 60)
- Valentin Haüy (1745–1822), zakladatel Národního ústavu pro nevidomou mládež (oddělení 60)
- Suzanne Hay (1962–2004), malířka (oddělení 19)
- François Nicolas Benoît Haxo (1774–1838), francouzský generál a inženýr (oddělení 28)
- Jeanne Hébuterneová (1898–1920), malíř (oddělení 96)
- Sadegh Hedayat (1903–1951), íránský spisovatel (oddělení 85)
- Stephen Heller (1813–1888), maďarský pianista a hudební skladatel (oddělení 90)
- Heloisa (1101–1164), milenka Petra Abélarda (oddělení 7)
- Marie de Heredia (1875–1963), francouzská spisovatelka a básnířka (oddělení 94)
- Philippe Hériat (1898–1971), spisovatel (oddělení 14)
- Pierre Hiégel (1913–1980), novinář, hudební kritik (oddělení 69)
- Jacques Hillairet (1886–1984), historik (oddělení 88)
- Georges Hoentschel (1855–1915), architekt, sběratel (oddělení 19)
- Ignace Hoff (1836–1902), voják (oddělení 4)
- Ticky Holgado (1944–2004), herec (oddělení 45)
- Philippe Honoré (1941–2015), karikaturista
- Charles Houry (1829–1898), belgický malíř (oddělení 80)
- Henry Houssaye (1848–1911), historik (oddělení 4)
- Catherine Hubscher (1753–1835), manželka maršála Lefebvra (oddělení 28)
- François Hüe (1757–1819), ceremoniář Ludvíka XVI. (oddělení 39)
- Edmond Huet (1827–1906), iniciátor stavby pařížského metra (oddělení 2)
- Louis Huguet-Chateau (1779–1814), technik a generál (oddělení 17)
- Charles Hugo (1826–1871), novinář (oddělení 27)
- Eugène Hugo (1800–1836), spisovatel (oddělení 27)
- François-Victor Hugo (1828–1873), překladatel a politik (oddělení 27)
- Joseph Léopold Sigisbert Hugo (1773–1828), generál (oddělení 27)
- Sophie Hugo (1772–1821), (oddělení 27)
- Jean-Jacques-Marie Huvé (1783–1852), francouzský architekt (oddělení 32)
- Olivier Hussenot (1915–1978), herec a režisér (oddělení 92)

## I
- Jean-Auguste-Dominique Ingres (1780–1867), malíř (oddělení 23)
- Eugène Isabey (1804–1886), francouzský malíř (oddělení 20)
- Jean-Baptiste Isabey (1767–1820), francouzský malíř (oddělení 20)
- Lazare Isidor (1815–1888), vrchní zemský rabín (oddělení 7)
- Nicolas Isouard (1775–1818), francouzský hudební skladatel (oddělení 12)
- Adolphe Itasse (1829–1893), francouzský sochař (oddělení 31)
- Henri Iung (1833–1896), generál (oddělení 56)

## J
- Claude-Louis Jacobé de Naurois (1739–1819), ředitel královské manufaktury na zrcadla v Saint-Gobain (oddělení 42)
- Pierre Jacotin (1765–1827), inženýr a kartograf (oddělení 39)
- Joseph Jacotot (1770–1840), pedagog (oddělení 49)
- Albert Jacquemart (1808–1875), spisovatel (oddělení 68)
- Jean-Louis Jaley (1802–1866), sochař (oddělení 49)
- Louis Jaley (1765–1840), rytec (oddělení 49)
- Jean-Baptiste Jamin (1772–1848), generál a politik (oddělení 41)
- Marguerite Jamois (1901–1964), herečka a režisér (oddělení 95)
- Jules Janssen 1824–1907, astronom (oddělení 4)
- Pierre Amédée Jaubert (1779–1847), orientalista (oddělení 45)
- François Jaucourt (1757–1852), voják, politik (oddělení 8)
- Joseph Jauffret (1781–1836), francouzský šlechtic (oddělení 10)
- Thierry Jean-Pierre (1955–2005), právník a politik (oddělení 69)
- Jules Joffrin (1846–1890), politik (oddělení 95)
- Sylvie Joly (1934–2015), humorista
- Léon Jouhaux (1879–1954), nositel Nobelovy ceny za mír (oddělení 88)
- Jules Jouy (1855–1897), zpěvák (oddělení 53)

## K
- Božidar Kantušer (1921–1999), slovinský hudební skladatel (oddělení 28)
- Théodore Karcher (1821–1885), novinář (oddělení 41)
- Allan Kardec (1804–1869), zakladatel spiritismu (oddělení 44)
- Ahmet Kaya (1957–2000), kurdský zpěvák (oddělení 71)
- François Christophe Kellermann (1735–1820), maršál (oddělení 30)
- Jean-Daniel Kieffer (1767–1833), orientální lingvista (oddělení 28)
- Dominique Louis Antoine Klein (1761–1845), generál (oddělení 8)
- Philippe Khorsand (1948–2008), herec (oddělení 23)
- Henri Krasucki (1924–2003), francouzský syndikalista (oddělení 97)
- Rodolphe Kreutzer (1766–1831), francouzský houslista (oddělení 13) (kenotaf
- Alexandre Kucharski (1741–1819), polský malíř (oddělení 1)

## L
- Charles Angélique François Huchet de La Bédoyère (1786–1815), plukovník (oddělení 16)
- Jean de La Fontaine (1621–1695), básník (oddělení 25)
- Jean-François de La Harpe (1739–1803), spisovatel a kritik umění (oddělení 11)
- Alexandre François de La Rochefoucauld (1767–1841), politik a diplomat (oddělení 14)
- Jean de La Rochefoucauld-Bayers (1757–1834), voják a politik (oddělení 4)
- Guillaume-Xavier Labbey de Pompières (1751–1831), politik (oddělení 36)
- Gustave Paul Lacapelle (1869–1942), generál(oddělení 94)
- Pierre Lachambeaudie (1806–1872), básník (oddělení 48)
- Louis Lacombe (1818–1884), pianista a hudební skladatel (oddělení 85)
- Paul Lafargue (1842–1911), spisovatel, se svou manželkou Laurou Marxovou (oddělení 76)
- Jacques Laffitte (1767–1844), bankéř a politik (oddělení 30)
- Anatole de La Forge (1821–1892), novinář a politik (oddělení 66)
- Antonio de La Gandara (1861–1917), malíř (oddělení 19)
- Joseph Lakanal (1762–1845), politik (oddělení 11)
- René Lalique (1860–1945), podnikatel a umělec (oddělení 23)
- Édouard Lalo (1823–1892), hudební skladatel (oddělení 67)
- André-Daniel Laffon de Ladebat (1746–1829), politik (oddělení 39)
- Édouard Laffon de Ladebat, generál (oddělení 39)
- Charles Joseph Mathieu Lambrechts (1753–1823), politik (oddělení 25)
- Alexandre Théodore Victor de Lameth (1760–1829), generál a politik (oddělení 28)
- Charles Malo François de Lameth (1757–1832), generál a politik (oddělení 28)
- Théodore de Lameth (1756–1854), generál a politik (oddělení 28)
- Hrobka rodiny Lanjuinais (oddělení 30):
  - Jean-Denis Lanjuinais (1753–1827), právník a politik
  - Paul Eugène Lanjuinais (1799–1872), politik
  - Victor Lanjuinais (1802–1869), politik
  - Paul-Henri de Lanjuinais (1834–1916), politik
  - Joseph-Elisabeth Lanjuinais (1755–1835), kanovník katedrály v Rennes
- Jacques Séraphin Lanquetin (1794–1869), politik (oddělení 4)
- Ted Lapidus (1929–2008), francouzský návrhář haute couture (53. sekce)
- Henri de Lapommeraye (1839–1891), spisovatel a politik (oddělení 6)
- Dominique-Jean Larrey (1766–1842), lékař (oddělení 37)
- Alphonse Hubert de Latier de Bayane (1739–1818), duchovní (oddělení 25)
- Marie Laurencin (1883–1956), malíř (oddělení 88)
- Jacques Alexandre Law de Lauriston (1768–1828), maršál (oddělení 14)
- Eugène Lautier (1867–1935), novinář, politik
- Antoine Marie Chamans de Lavalette (1769–1830), ministr (oddělení 36)
- Alphonse Lavallée (1791–1873), zakladatel technické školy École centrale Paris
- Marie Anne de Lavoisier (1758–1836), žena chemika, filozofa a ekonoma Antoine de Lavoisier (oddělení 13)
- Jean-Louis Laya (1761–1833), francouzský dramatik a literární kritik (oddělení 5)
- Pierre Lazareff (1907–1972), novinář a jeho manželka Hélène Lazareff (1909–1988), novinářka (oddělení 7)
- Apollinaire Lebas (1797–1873), inženýr (oddělení 4)
- Michel Lebeau (1876–1937), politik
- Gustave Le Bon (1841–1931), antropolog a sociolog (oddělení 89)
- Charles-François Lebrun (1739–1824), konzul za Konzulátu (oddělení 5)
- Louis-Gabriel Le Brun (1825–1905), francouzský inženýr (oddělení 36)
- Pierre-Alexandre Le Camus (1774–1824), ministr (oddělení 28)
- Félix Leclerc de Pulligny (1821–1893), archeolog a botanik
- Louis Nicolas Marin Leclerc des Essarts (1770–1820), generál (oddělení 39)
- Théodore Leclercq (1777–1851), dramaturg
- Claude Lecomte (1817–1871), generál (oddělení 4)
- Charles Lecocq (1832–1918), hudební skladatel (oddělení 89)
- Alexandre Ledru-Rollin (1807–1874), politik (oddělení 4)
- Louis James Alfred Lefébure-Wély (1817–1869), hudební skladatel (oddělení 4)
- François-Joseph Lefebvre (1755–1820), maršál (oddělení 28)
- Raymond Lefèvre (1929–2008), hudební skladatel a dirigent (oddělení 8)
- Édith Lefel (1963–2003), zpěvačka (oddělení 45)
- Gustave Lefrançais (1826–1901), revolucionář (oddělení 76)
- Maurice Étienne Legrand (1872–1934), advokát, spisovatel a básník (oddělení 89)
- Arsène Lejeune (1866–1938), architekt (oddělení 33)
- Francis Lemarque (1917–2002), zpěvák a hudební skladatel (oddělení 44)
- Nicolas-Eloi Lemaire, politik a filolog
- Louis Lemoine (1764–1842), generálporučík (oddělení 40)
- Marie-Anne Lenormand (1772–1843), nekromantka a kartářka (oddělení 3)
- Jean Le Page (1736–1834), zakladatel zbrojařské firmy (oddělení 12)
- Ferdinand de Lesseps (1805–1894), diplomat a podnikatel (oddělení 6)
- Jean-François Lesueur (1760–1837), hudebník (oddělení 11)
- Charles Levaillant (1794–1871), generál (oddělení 42)
- Pierre Levegh (1905–1955), francouzský automobilový závodník (oddělení 93)
- Kalmus Lévy (1819–1891), francouzský vydavatel (oddělení 7)
- Michel Lévy (1821–1875), francouzský vydavatel (oddělení 7)
- Pierre-Gaëtan Leymarie (1817–1901), vydavatel (70. oddělení)
- Robert Lindet (1746–1825), revolucionář a politik (oddělení 28)
- Jules Paul Loebnitz (1836–1895), francouzský umělec keramiky a fajáns (oddělení 82)
- Charles Longuet (1839–1903), revolucionář (oddělení 92)
- Gaël Lopes (1989–2014), zpěvák
- Hyacinthe Loyson (1827–1912), kněz (oddělení 24)
- Jean-François Lyotard (1924–1998), filozof (oddělení 6)

## M
- Étienne Jacques Joseph Macdonald, (1765–1840), maršál (oddělení 37)
- Élisabeth de Mac-Mahon, (1834–1900), manželka prezidenta Patrice de Mac-Mahona (oddělení 13)
- Philippe Madelin (1935–2010), spisovatel a novinář
- Edgard de Maigret (1841–1910), viceadmirál (oddělení 26)
- Jacques-Léonard Maillet (1823–1894), sochař
- Nicolas-Joseph Maison (1771–1840), maršál Francie a politik (oddělení 5)
- Benoît Malon (1841–1893), francouzský novinář a spisovatel (oddělení 76)
- Louis Mangin (1852–1937), botanik (oddělení 79)
- Stanislas Mangin (1917–1986), francouzský odbojář (oddělení 44)
- Yves du Manoir (1904–1928), letec a ragbista (oddělení 19)
- Étienne Mantoux (1913–1945), ekonom (oddělení 7)
- Jacques-Antoine Manuel (1775–1827), advokát a politik (oddělení 28)
- Auguste Maquet (1813–1888), spisovatel (oddělení 54)
- Jean-Pierre Maransin (1770–1828), generál (oddělení 28)
- Marcellin Marbot (1782–1854), voják (oddělení 44)
- Marcel Marceau (1923–2007), herec a mim (oddělení 21)
- Hugues-Bernard Maret, (1763–1839 politik a diplomat (oddělení 31)
- Gilles Margaritis (1912–1965), režisér, herec a televizní producent (oddělení 2)
- Pierre Margaron, (1765–1824), generál (oddělení 39)
- Angelo Mariani (1838–1914), chemik
- Jean Alfred Marioton (1863–1903), malíř
- Antoine-François Marmontel (1816–1898), pianista, pedagog (oddělení 63)
- Paul-Henri Marron (1754–1832), duchovní (oddělení 39)
- Jean-Baptiste Sylvère Gaye de Martignac (1778–1832), advokát a politik (oddělení 39)
- Nicolas Martin du Nord (1790–1847), politik (oddělení 37)
- Anne Boutet řečená Mademoiselle Mars (1779–1847), herečka (oddělení 8)
- Étienne Martin (1913–1995), sochař, profesor na École nationale supérieure des beaux-arts (oddělení 13)
- Jean Martinelli (1910–1983), herec (oddělení 16)
- Jean Paul Égide Martini (1741–1816), německý hudební skladatel
- Laura Marx, dcera Karla Marxe (oddělení 76)
- André Masséna (1758–1817), maršál (oddělení 28)
- Blanche Maynadier (1923–2004), básnířka (oddělení 96)
- Etienne Nicolas Méhul (1763–1817), hudební skladatel (oddělení 13)
- Georges Méliès (1861–1938), režisér, průkopník kinematografie (oddělení 64)
- Jean-François Xavier de Ménard (1756–1831), generál a politik (oddělení 28)
- Émile-Justin Menier (1826–1852), průmyslník (oddělení 67)
- Louis-Sébastien Mercier (1740–1814), spisovatel, politik (oddělení 11)
- Ignacio Merino (1817–1876), peruánský malíř (oddělení 53)
- Maurice Merleau-Ponty (1908–1961), filozof (oddělení 52)
- Antoine Merlin de Thionville (1762–1833, politik (oddělení 29)
- Cléo de Mérode (1875–1966), tanečnice (oddělení 90)
- Nicolas Luc-Olivier Merson (1846–1920), francouzský umělec (oddělení 41)
- Danielle Messia (1956–1985), zpěvačka (oddělení 57)
- Jules Michelet (1798–1874), historik (oddělení 52)
- Charles Michels (1903–1941), politik (oddělení 97)
- Jules Miot (1809–1883), politik (oddělení 52)
- Amedeo Modigliani (1884–1920), malíř a sochař (oddělení 96)
- Henri Moissan (1852–1907), chemik, nositel Nobelovy cena za chemii (oddělení 81)
- Gustave de Molinari (1819–1912), ekonom, (oddělení 29)
- Molière (1622–1673), herec, dramatik (oddělení 25)
- Alexandre de Montbrun (1775–1821), baron a generál (allée de la Chapelle, 1. řada)
- Jacques de Monfort (1770–1824), generál (oddělení 5)
- Silvia Monfort (1923–1991), herečka (oddělení 93)
- Gaspard Monge (1746–1818), matematik (přenesen do Pantheonu) (oddělení 18)
- Charles Monselet (1825–1888), novinář, spisovatel, básník a dramatik (oddělení 66)
- Yves Montand (1921–1991), herec a zpěvák (oddělení 44)
- Charlotte Pauline Christine de Montboissier-Beaufort-Canillac (1777–1837), vnučka právníka Malesherbes
- Guy Môquet (1924–1941), odbojář (oddělení 97)
- Léon Morane (1885–1918), průmyslník a průkopník letectví (oddělení 2)
- Robert Morane (1886–1968), průmyslník a průkopník letectví (oddělení 2)
- Jean Moréas (1856–1910), básník (oddělení 89)
- Victor-Auguste-François Morel-Lavallée (1811–1865), chirurg (oddělení 27)
- Charles Léonce de Mornay (1792–1849), francouzský důstojník (oddělení 43)
- Charles de Morny (1811–1865), finančník a politik (oddělení 54)
- Jim Morrison (1943–1971), zpěvák (oddělení 6)
- Adolphe Édouard Casimir Joseph Mortier (1768–1835), maršál Francie (oddělení 28)
- Henri Mortier (1843–1894), revolucionář (oddělení 76)
- René Mouchotte (1914–1943), francouzský letecký stíhač (oddělení 69)
- Marcel Mouloudji (1922–1994), zpěvák, hudební skladatel a herec (oddělení 42)
- Georges Moustaki (1934–2013), zpěvák a hudební skladatel (oddělení 95)
- Benoit Mozin (1769–1857), hudebník, hudební skladatel (oddělení 8)
- Charles Müller (1815–1892), malíř (oddělení 56)
- Famille de Joachim Murat (1767–1815), maršál (kenotaf) (oddělení 39)
- Alfred de Musset (1810–1857), básník a dramaturg (oddělení 4)
- Paul de Musset (1804–1880), spisovatel (oddělení 51)

## N
- Nadar (1820–1910), fotograf a malíř (oddělení 36)
- Étienne Marie Antoine Champion de Nansouty (1768–1815), generál (oddělení 27)
- Maurice Nasil (1913–2003), herec (oddělení 96)
- Juan Negrín (1892–1956), španělský politik
- Gérard de Nerval (1808–1855), básník (oddělení 49)
- Nicolas François de Neufchâteau (1750–1828), spisovatel, politik a agronom (oddělení 11)
- Ginette Neveu (1919–1949), houslista (oddělení 11)
- Michel Ney (1769–1815), maršál (oddělení 29)
- Claude Nicot (1925–2003), herec a režisér (oddělení 79)
- Giuseppe De Nittis (1847–1885), italský malíř (oddělení 11)
- Anna de Noailles (1876–1933), spisovatel (oddělení 28)
- Tony Noël (1845–1909), sochař (oddělení 35)
- Charles Nodier (1780–1844), spisovatel (oddělení 49)
- Jean Nohain (1900–1981), textař (oddělení 89)
- Victor Noir (1848–1870), novinář (oddělení 92)
- Anne Nompar de Caumont (1758–1842), milenka Ludvíka XVIII. (oddělení 28)
- Adèle de Bellegarde (1772–1830), šlechtična (oddělení 11)

## O
- Oběti povstání 1832 (oddělení 6)
- Christophe-Philippe Oberkampf (1738–1815), průmyslník (oddělení 39)
- Jean-Baptiste Claude Odiot (1763–1850), zlatník (oddělení 4)
- Pascale Ogier (1958–1984), herečka (oddělení 52)
- Raymond Oliver (1909–1990), francouzský šéfkuchař (oddělení 65)
- Joseph Oller (1839–1922), zakladatel Olympie a Moulin Rouge (oddělení 2)
- Michel Ordener (1787–1862), generál a politik (oddělení 44)
- Nicolas Oudinot (1791–1863), generál a guvernér Invalidovny (oddělení 45)
- Malik Oussekine (1964–1986), student, zastřelen policií (oddělení 75)
- Pierre Overney (1948–1972), maoista, zastřelen policií (oddělení 59)

## P
- Alexis Paccard (1813–1867), architekt (oddělení 22)
- Victor Paillard (1805–1886), sochař (oddělení 33)
- Édouard Pailleron (1834–1899), básník a dramatik (oddělení 89)
- Pierre Claude Pajol (1772–1844), voják (oddělení 35)
- Delphine Palatsi (1968–2002), DJ (oddělení 28)
- Paul Panhard (1881–1969), výrobce automobilů (oddělení 36)
- Papus (1865–1916), okultista (oddělení 93)
- Jules François Paré (1755–1819), politik, ministr (oddělení 49)
- Noël Parfait (1813–1896), spisovatel a poslanec (oddělení 55)
- Albert Parissot (1845–1911), politik
- Antoine Parmentier (1737–1813), agronom (oddělení 39)
- Alexandre Parodi (1901–1979), politik (oddělení 40)
- Patachou (1918–2015), zpěvačka a herečka (oddělení 2)
- Anténor Patiño (1896–1982), sběratel (oddělení 89)
- Camille Pelletan (1846–1915), novinář a politik (oddělení 87)
- Charles Percier (1764–1838), architekt (oddělení 28)
- Pierre-François Percy (1754–1825), chirurg (oddělení 18)
- Agricol Perdiguier (1805–1875), spisovatel a politik (oddělení 85)
- Auguste Perdonnet (1808–1867), inženýr (oddělení 4)
- Serge Peretti (1905–1997), tanečník (oddělení 10)
- Augustin Perier (1773–1833), průmyslník a politik (oddělení 28)
- Casimir Perier (1777–1832), politik a bankéř (oddělení 13)
- Catherine-Dominique de Pérignon (1754–1818), maršál (oddělení 24)
- Claude Victor-Perrin (1764–1841), maršál (oddělení 17)
- Pierre Perrin (1926–1985), hudební skladatel a hudebník (oddělení 59)
- Christiaan Hendrik Persoon (1761–1836), botanik (oddělení 32)
- Pierre François Petiet (1782–1835), politik (oddělení 27)
- Hrobka rodiny Petit de Beauverger
  - Auguste-Edmond Petit de Beauverger (1818–1873), politik
  - Mathilde Petit de Beauverger (1819–1844), jeho sestra
  - Arthur Petit de Beauverger, jeho bratr
- Michel Petrucciani (1962–1999), hudební skladatel a jazzový pianista (oddělení 11)
- Armand Peugeot (1849–1915), průmyslník, průkopník automobilismu (oddělení 95)
- Jean-Baptiste Pezon (1827–1897), krotitel (oddělení 86)
- Édith Piaf (1915–1963), zpěvačka (oddělení 97)
- Jacqueline Piatier (1921–2001), novinářka a literární kritička (oddělení 11)
- Stephen Pichon (1857–1933), novinář, diplomat a politik (oddělení 4)
- Isidore Pils (1813–1875), malíř (oddělení 54)
- Philippe Pinel (1745–1826), lékař, zakladatel psychiatrie ve Francii (oddělení 18)
- Gabriel Pierné (1863–1937), hudební skladatel (oddělení 13)
- André Pieyre de Mandiargues (1909–1991), spisovatel (oddělení 35)
- Christian Pineau (1904–1995), odbojář, politik (oddělení 97)
- Paul Pisani (1852–1933), historik, duchovní (oddělení 71)
- Camille Pissarro (1830–1903), malíř (oddělení 7)
- Roger Planchon (1931–2009), režisér (oddělení 22)
- Robert Planquette, (1848–1903), hudební skladatel (oddělení 93)
- Gaston Planté (1834–1889), fyzik a vynálezce (oddělení 73)
- Ignaz Joseph Pleyel (1757–1831), francouzsko-rakouský hudebník (oddělení 13)
- Polin (1863–1927), zpěvák (oddělení 85)
- Louis Poinsot (1777–1859), matematik (oddělení 4)
- Siméon Denis Poisson (1781–1840), matematik a fyzik (oddělení 28)
- Léo Poll 1899–1988, hudební skladatel (oddělení 59)
- Elvire Popesco (1896–1993), herečka (oddělení 85)
- Adolphe François René de Portes (1790–1852), politik (oddělení 6)
- Félix Potin (1820–1871), obchodník (oddělení 68)
- Charles-Gabriel Potier (1774–1838), herec (oddělení 4)
- Eugène Pottier (1816–1887), básník a revolucionář (oddělení 95)
- Georges Pouchet (1833–1894), přírodovědec (oddělení 36)
- Francis Poulenc (1899–1963), hudební skladatel (oddělení 5)
- Philippe Poupeau (1938–2016), inženýr a profesor (oddělení 65)
- Carlo Andrea Pozzo di Borgo (1764–1842), korsický politik a diplomat (oddělení 57)
- Carlos Pradal (1932–1988), španělský malíř
- James Pradier (1790–1852), sochař (oddělení 24)
- Auguste Préault (1809–1879), sochař (oddělení 49)
- Pierre Prévost (1764–1823), malíř (oddělení 11)
- Claude Prost (1764–1834), generál (oddělení 23)
- Marcel Proust (1871–1922), spisovatel (oddělení 85)
- Joan Puig i Ferreter (1882–1956), katalánský spisovatel (oddělení 89?)
- Félix Pyat (1810–1889), novinář a politik (oddělení 46)

## Q
- Étienne Marc Quatremère (1782–1857), orientalista (oddělení 32)

## R
- Jean-Paul Rabaut de Saint-Étienne (1743–1793), politik (oddělení 39, kenotaf)
- Jacques Antoine Rabaut-Pommier (1744–1820), politik (oddělení 39)
- Rachel Félix, dite Rachel (1821–1858), herečka (oddělení 7)
- Ramon Antoni, dit Toni (1966–2007), ředitel Radio France
- Raymond Radiguet (1903–1923), spisovatel a básník (oddělení 56)
- Jean-François Raffaëlli (1850–1924), malíř (oddělení 23)
- François-Vincent Raspail (1794–1878), chemik, lékař a politik (oddělení 18)
- Adam Rayski (1913–2008), francouzský odbojář a historik (oddělení 76)
- Napoléon Henri Reber (1807–1880), hudební skladatel (oddělení 55)
- Thierry Redler (1958–2014), herec
- Jean Claude Redon de Beaupréau (1738–1815), politik (oddělení 10)
- Pierre-Joseph Redouté (1759–1840), malíř a botanik (oddělení 28)
- Jean-Baptiste Regnault (1754–1829), malíř (oddělení 36)
- Jules Regnault (1834–1894), ekonom a filantrop (oddělení 25)
- Michel Regnaud de Saint-Jean d'Angely, (1760–1819), politik (oddělení 11)
- Claude Ambroise Régnier (1746–1814), ministr (oddělení 31)
- Henri de Régnier (1864–1936), spisovatel, spisovatel a básník (oddělení 86)
- René Rémond (1918–2007), historik a politolog (oddělení 89)
- François Renaud (1923–1975), soudce, zavražděn (oddělení 62)
- Grace Renzi (1922–2011), americký malíř (oddělení 28)
- Jean Reynaud (1806–1863), filozof (oddělení 72)
- François Richard-Lenoir (1765–1839), průmyslník a obchodník (oddělení 4)
- Marthe Richard (1889–1982), francouzská prostitutka a politička (oddělení 87)
- Philippe Ricord (1800–1889), lékař a chirurg (oddělení 54)
- Pierre Riel de Beurnonville (1752–1821), maršál (oddělení 39)
- Henri Rieunier (1833–1918), admirál a politik (oddělení 67)
- Willy Rizzo (1928–2013), fotograf (oddělení 21)
- Étienne-Gaspard Robert (1763–1837), fyzik, letec (oddělení 8)
- Félicité Robert de Lamennais (1782–1854), spisovatel a filozof (oddělení 53)
- Jean-François Robinet (1825–1899), lékař, historik, politik (oddělení 19)
- Georges Rodenbach (1855–1898), básník (oddělení 15)
- Pierre-Louis Roederer (1754–1835), advokát, politik a spisovatel (oddělení 4)
- François Roger 1776–1842), politik, novinář a básník (oddělení 27)
- Louis Guy Charles Guillaume de Rohan-Chabot (1780–1875), polní maršál (oddělení 28)
- Jules Romains (1885–1972), spisovatel (oddělení 3)
- Marcelle Romée (1903–1932), herečka (oddělení 65)
- Gioacchino Rossini (1792–1868), italský hudební skladatel, kenotaf (oddělení 4)
- James de Rothschild (1792–1868), bankéř (oddělení 7)
- Gustave Rouanet (1855–1927), novinář a politik (oddělení 76)
- Raymond Roussel (1877–1933), spisovatel (oddělení 89)
- Jean-Pierre Rousselot (1846–1924), zakladatel fonetiky (oddělení 86)
- Marie François Rouyer (1765–1825), generál (oddělení 19)
- Maximilien Rubel (1905–1996), francouzský sociolog
- Xavier Ruel (1823–1900), zakladatel obchodního domu Bazar de l'Hôtel de Ville (oddělení 81)
- Gabrielle Russier (1937–1969), učitelka (oddělení 26)
- Charles-Étienne-François Ruty (1774–1828), voják a politik (oddělení 38)
- Jean Rollin (1938–2010), scenárista a spisovatel (oddělení 27)
- Jacques Rueff (1896–1978), ekonom (oddělení 10)

## S
- Henri Sainte-Claire Deville (1818–1881), chemik (oddělení 43)
- Consuelo de Saint-Exupéry (1901–1979), umělkyně, manželka Antoine de Saint-Exupéryho (oddělení 89)
- Jean-François de Saint-Lambert (1716–1803), voják, filozof a básník (oddělení 11)
- Théodore Salomé (1834–1896), varhaník a hudební skladatel (oddělení 16)
- Henri Salvador (1917–2008), zpěvák (oddělení 97)
- Madame Saqui (1786–1866), akrobatka a tanečnice (oddělení 40)
- Théophánis Lamboukas řečený Théo Sarapo (1936–1970), zpěvák, manžel Édith Piaf (oddělení 97)
- Anne-Jean-Marie-René Savary (1774–1833), generál, ministr policie (oddělení 35)
- Jean-Baptiste Say (1767–1832), ekonom (oddělení 39)
- Claude Henri de Rouvroy de Saint-Simon (1760–1828), historik, ekonom a průmyslník (oddělení 28)
- Georges Scapini (1893–1976), politik (oddělení 5)
- Jean Scelles (1904–1996), bojovník za lidská práva
- Jeanne Scelles-Millie (1900–1993), první francouzská inženýrka-architektka
- Adolphe Schneider (1802–1845), průmyslník (oddělení 13)
- Jacques Schneider (1879–1928), průmyslník a letec (oddělení 13)
- Virgile Schneider (1780–1847), generál a ministr (oddělení 4)
- Marc Schœlcher (1766–1832), průmyslník (oddělení 50) (ostatky přesunuty do Pantheonu)
- Victor Schœlcher (1804–1893), politik (oddělení 50) (ostatky přesunuty do Pantheonu)
- Eugène Scribe (1791–1861), dramatik (oddělení 35)
- Pierre Salomon Ségalas, lékař (oddělení 70)
- Caroline Eugénie Segond-Weber (1867–1945), herečka (oddělení 24)
- Jules Seguin (1796–1868), inženýr (oddělení 36)
- Pierre Semard (1887–1942), politik a odbojář (oddělení 97)
- René Le Senne (1882–1954), filozof (oddělení 52)
- Raymond Adolphe Séré de Rivières (1815–1895), voják (oddělení 95)
- Jean Mathieu Philibert Sérurier (1742–1819), maršál a politik (oddělení 39)
- Louis Barbe Charles Sérurier (1775–1860), francouzský diplomat (oddělení 73)
- Georges Seurat (1859–1891), malíř (oddělení 66)
- Raymond de Sèze (1748–1828), politik (oddělení 53)
- Emmanuel-Joseph Sieyès (1748–1836), politik (oddělení 30)
- Paul Signac (1863–1935), malíř (oddělení 67)
- Simone Signoretová (1921–1985), herečka (oddělení 44)
- David Sintzheim (1745–1812), první vrchní rabín Francie (oddělení 7)
- Théodore Sivel (1834–1875), letec (oddělení 71)
- Albert Soboul (1914–1982), historik (oddělení 97)
- Mano Solo (1963–2010), zpěvák (oddělení 10)
- Alexandre Du Sommerard (1779–1842), archeolog a sběratel (oddělení 41)
- Paul Souday (1869–1929), literární kritik a esejista (oddělení 85)
- Jérôme Soulès (1760–1833), generál (oddělení 28)
- Eugène Spuller (1835–1896), politik (oddělení 65)
- Alexandre Stavisky (1886–1934), podvodník (oddělení 94)
- Gertrude Steinová (1874–1946), americká spisovatelka (oddělení 94)
- Charles de Steuben (1788–1856), malíř (oddělení 51)
- Alfred Stevens, (1823–1906), belgický malíř (oddělení 32)
- Sully Prudhomme (1839–1907), spisovatel (oddělení 44)
- Louis Gabriel Suchet (1770–1826), maršál (oddělení 39)

## T
- Albert t'Serstevens (1885–1974), spisovatel
- Eugenia Tadolini (1809–1872), italská operní zpěvačka (oddělení 2)
- Marie Taglioniová (1804–1884), švédsko-italská tanečnice (oddělení 94)
- Paul Félix Taillade (1826–1898), francouzský herec (oddělení 28)
- Jean-Lambert Tallien (1767–1820), politik (oddělení 14, pak oddělení 10)
- François-Joseph Talma (1763–1826), herec (oddělení 12)
- Enrico Tamberlick (1820–1889), italský zpěvák (oddělení 11)
- Angelo Tarchi (1760–1814), hudební skladatel (oddělení 11)
- Pierre Alexandre Tardieu (1756–1844), rytec (oddělení 2)
- Guy-Jean-Baptiste Target (1733–1806), politik (oddělení 11)
- Gerda Pohorylle řečená Gerda Taro (1910–1937), fotografka (oddělení 97)
- Jean-Henri Robert Tascher de La Pagerie (1785–1816), voják (oddělení 24)
- Isidore Taylor (1789–1879), dramatik (oddělení 55)
- Jacques René Tenon (1724–1816), lékař (oddělení 10)
- Jean-Baptiste Teste (1780–1852), politik (oddělení 45)
- Edmond Texier (1816–1887), spisovatel (oddělení 42)
- Constance de Théis (1767–1845), básnířka a spisovatelka (oddělení 26)
- Edouard-James Thayer (1802–1859), generální ředitel pošt a politik
- Emma Valadon (1837–1913), zpěvačka (oddělení 35)
- Léon Théry, (1879–1909), automobilový závodník (oddělení 91)
- Jean-Thomas Thibault (1758–1826), malíř (oddělení 43)
- Louis Charles Thibon (1761–1837), bankéř (oddělení 39)
- Dieudonné Thiébault (1733–1807), spisovatel (oddělení 39)
- Paul Thiébault (1769–1846), voják (oddělení 39)
- Adolphe Thiers (1797–1877), historik, novinář, politik (oddělení 55)
- Charles Thiron (1830–1891), herec (oddělení 41)
- Théophile Thoré-Burger (1807–1869), spisovatel (oddělení 48)
- Maurice Thorez (1900–1964), politik (oddělení 97)
- André Thouin (1747–1824), přírodovědec (oddělení 11)
- Paul Tillaux (1834–1904), lékař (oddělení 92)
- Jean-Pierre Timbaud (1904–1941), odbojář (oddělení 97)
- Nicolas-Pierre Tiolier (1784–1843), sochař (oddělení 25)
- Pierre Tirard (1827–1893), politik (oddělení 51)
- Albert Tissandier (1839–1906), kreslíř, letec (oddělení 27)
- Gaston Tissandier (1843–1899), chemik, letec (oddělení 27)
- Alexandre Tissier (1823–1883), malíř (oddělení 76)
- Isaac Titsingh 1745–1812, holandský diplomat (oddělení 39)
- Harriet Toby (1929–1952), tanečnice (oddělení 88)
- Joseph-François Tochon (1772–1820), historik (oddělení 23)
- Alice B. Toklasová (1877–1967), americká spisovatelka (oddělení 94)
- Paul Topinard (1830–1911), lékař, antropolog (oddělení 8)
- Daniel Toscan du Plantier (1941–2003), producent (oddělení 45)
- Maurice Tourneur (1876–1961), filmový režisér (oddělení 71)
- Simon Toussaint (1974–2008), hudebník a zpěvák (oddělení 71)
- Alphonse Toussenel (1803–1885), spisovatel a novinář (oddělení 16)
- Guy Tréjan (1921–2001), herec (oddělení 85)
- Ulysse Trélat (1795–1879), lékař a politik (oddělení 69)
- Marie Trintignant (1962–2003), herečka (oddělení 45)
- Henri de Triqueti (1804–1874), sochař (oddělení 42)
- Armand Trousseau (1801–1867), lékař (oddělení 40)
- Laurent Jean François Truguet (1752–1839), admirál (oddělení 40)
- Rafael Trujillo (1891–1961), dominikánský diktátor (oddělení 85)
- Henri Amédée Mercure de Turenne d'Aynac (1776–1852), voják (oddělení 6)
- Lancelot Théodore Turpin de Crissé (1782–1859), malíř (oddělení 10)

## U
- Raoul Urbain (1837–1902), revolucionář (oddělení 90)

## V
- Paul Vaillant-Couturier (1892–1937), novinář, spisovatel a politik (oddělení 97)
- Jules Vallès (1832–1885), novinář a spisovatel (oddělení 66)
- Joseph Vallot (1854–1925), astronom, geograf a mecenáš (oddělení 36)
- Julien Vallou de Villeneuve (1795–1866), litograf, fotograf a malíř (oddělení 31)
- Raymond Vanier (1895–1965), letec (oddělení 3)
- Marie Van Zandt (1858–1919), americká zpěvačka (oddělení 87)
- Charles Varin, vlastním jménem Charles Voiron (1798–1869), dramatik (oddělení 67)
- Clotilde de Vaux (1815–1846), básnířka (1. oddělení)
- Charles Henri Ver-Huell (1764–1845), admirál (oddělení 28)
- Bernard Verlhac řečený Tignous (1957–2015), karikaturista (oddělení 95)
- Jeannette Vermeersch (1910–2001), politička (oddělení 97)
- Louis Verneuil (1893–1952), herec a režisér (oddělení 84)
- Jehan Georges Vibert (1840–1902), francouzský malíř (oddělení 4)
- Vania Vilers (1938–2009), herec (oddělení 11)
- Frédéric Vidalens (1925–2004), malíř a litograf
- Louis Vigneron (1827-1871), francouzský boxer (oddělení 62)
- Auguste de Villiers de L'Isle-Adam (1838–1889), spisovatel (oddělení 79)
- François-André Vincent (1746–1816), malíř (oddělení 11)
- Hyacinthe Vincent (1862–1950), mikrobiolog a epidemiolog (oddělení 21)
- Ennius Quirinus Visconti (1751–1818), italský archeolog a konzervátor muzea Louvre (oddělení 4)
- Louis Visconti (1791–1853), architekt (oddělení 4)
- Volney (1757–1820), spisovatel a filozof (oddělení 41)
- Bernard Van Geet, kreslíř, humorista (oddělení 73)

## W
- William Henry Waddington (1826–1894), politik a archeolog (oddělení 16)
- Émile Waldteufel (1837–1915), hudební skladatel (oddělení 90)
- François Walferdin (1795–1880), fyzik, politik a spisovatel (oddělení 34)
- Alexandre Colonna-Walewski (1810–1868), politik a syn Napoleona I. (oddělení 66)
- Marie Walewská (1786–1818), milenka Napoleona I., pouze urna se srdcem, tělo je pohřbeno v Polsku (oddělení 67)
- Richard Wallace (1818–1890), britský sběratel a filantrop (oddělení 28)
- Frédéric Henri Walther (1761–1813), francouzský generál (oddělení 8)
- Herbert Ward (1863–1919), anglický cestovatel, spisovatel a sochař
- Jean-Jacques Weiss (1827–1891), spisovatel, novinář a politik (oddělení 6)
- Marguerite-Joséphine Wiemer, (1787–1867), herečka (oddělení 9)
- Eduard Wiiralt (1898–1954), estonský malíř a rytec (oddělení 88)
- Oscar Wilde (1854–1900), irský spisovatel (oddělení 89)
- Frédéric-Albert Winsor (1763–1830), německý vynálezce (oddělení 37)
- Emmanuel Félix de Wimpffen (1811–1884), generál (oddělení 47)
- Louis Wolowski (1810–1876), právník, ekonom a politik (oddělení 26)
- René Worms (1869–1926), sociolog (oddělení 7)
- Walery Wroblewski, (1836–1908), generál Pařížské komuny (oddělení 76)

## Y
- Claude-Alexandre Ysabeau (1754–1831), francouzský politik (oddělení 37)

## Z
- Miguel Zamacoïs (1866–1955), francouzský spisovatel, dramatik, básník a novinář (oddělení 93)
- Léopold Zborowski (1889–1932), polský básník
- Félix Ziem (1821–1911), malíř (oddělení 93)